# Zofia Zamenhof
Zofia Zamenhof est une pédiatre polonaise née le 13 décembre 1889 à Kaunas et assassinée en septembre 1942 au camp d'extermination de Treblinka. 

## Biographie
Elle est la fille de Klara Zamenhof et Louis-Lazare Zamenhof, inventeur de l'espéranto.
De 1907 à 1913, elle complète ses études médicales à l'université de Lausanne et passe un examen d'état à Saint-Pétersbourg en 1914. Elle se spéciale alors en médecine interne et en pédiatrie. Elle travaille dans un hôpital de Lebedine, puis à Varsovie à partir de 1922. Durant la Seconde Guerre mondiale, elle déménage dans le ghetto de Varsovie, où, malgré la présence des nazis, elle continue sa pratique de la médecine jusqu'à son arrestation. En 1942, elle est arrêtée et déportée de l'Umschlagplatz dans le ghetto de Varsovie jusqu’au camp d'extermination de Treblinka, où elle est assassinée, vraisemblablement par l'utilisation d'une chambre à gaz.
Sa tombe symbolique, une plaque commémorative, est située près de la tombe de sa mère, Klara Zamenhof, dans le cimetière juif de Varsovie.